# Dryops nitidulus
Dryops nitidulus är en skalbaggsart som först beskrevs av Oswald Heer 1841.  Dryops nitidulus ingår i släktet Dryops, och familjen öronbaggar. Enligt den svenska rödlistan är arten otillräckligt studerad i Sverige. Arten förekommer i Götaland, Gotland och Öland. Artens livsmiljö är våtmarker, sjöar och vattendrag.